# Gnathothlibus
Gnathothlibus é um gênero de mariposa pertencente à família Sphingidae.

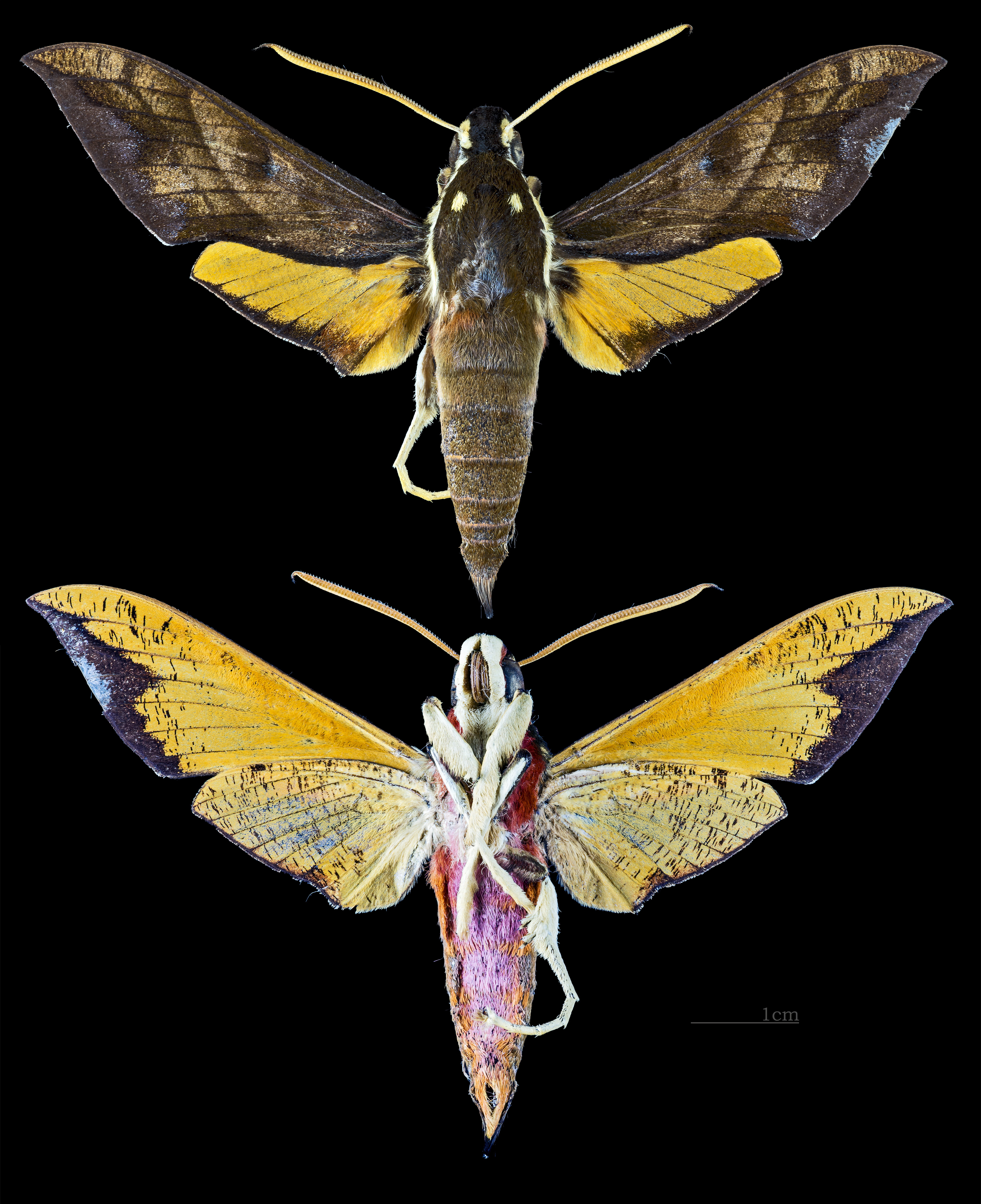
Gnathothlibus brendelli
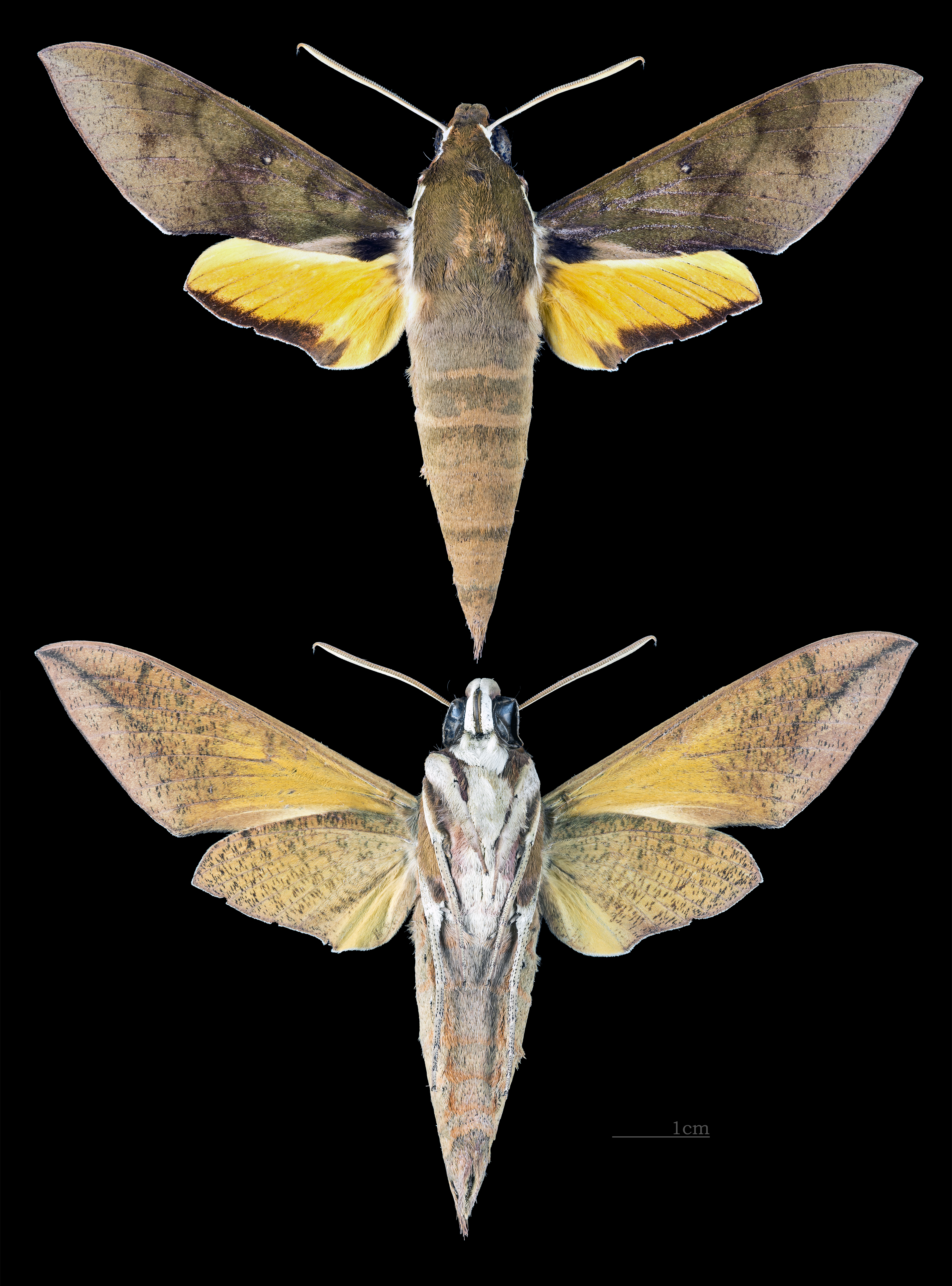
Gnathothlibus eras
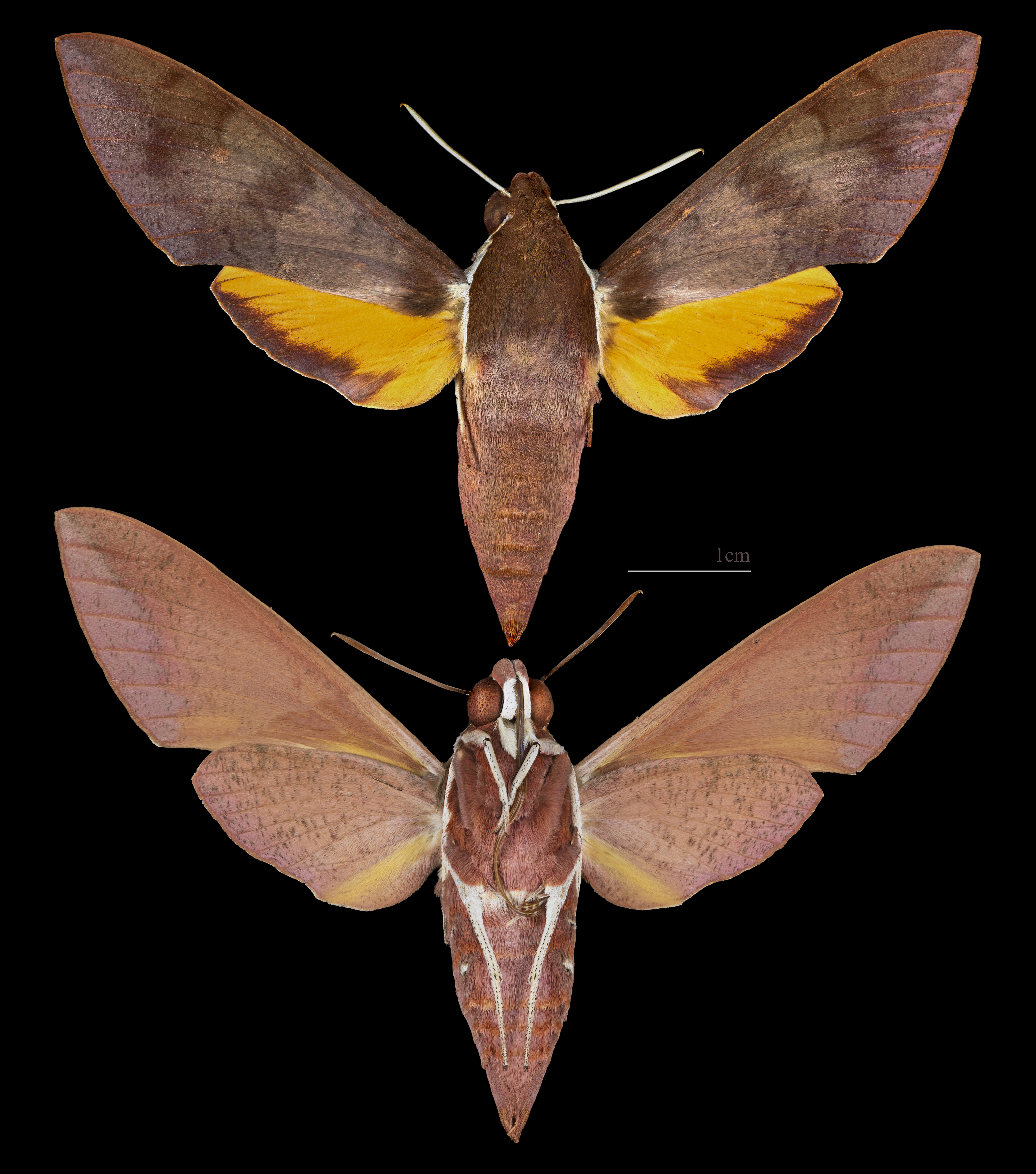
Gnathothlibus erotus
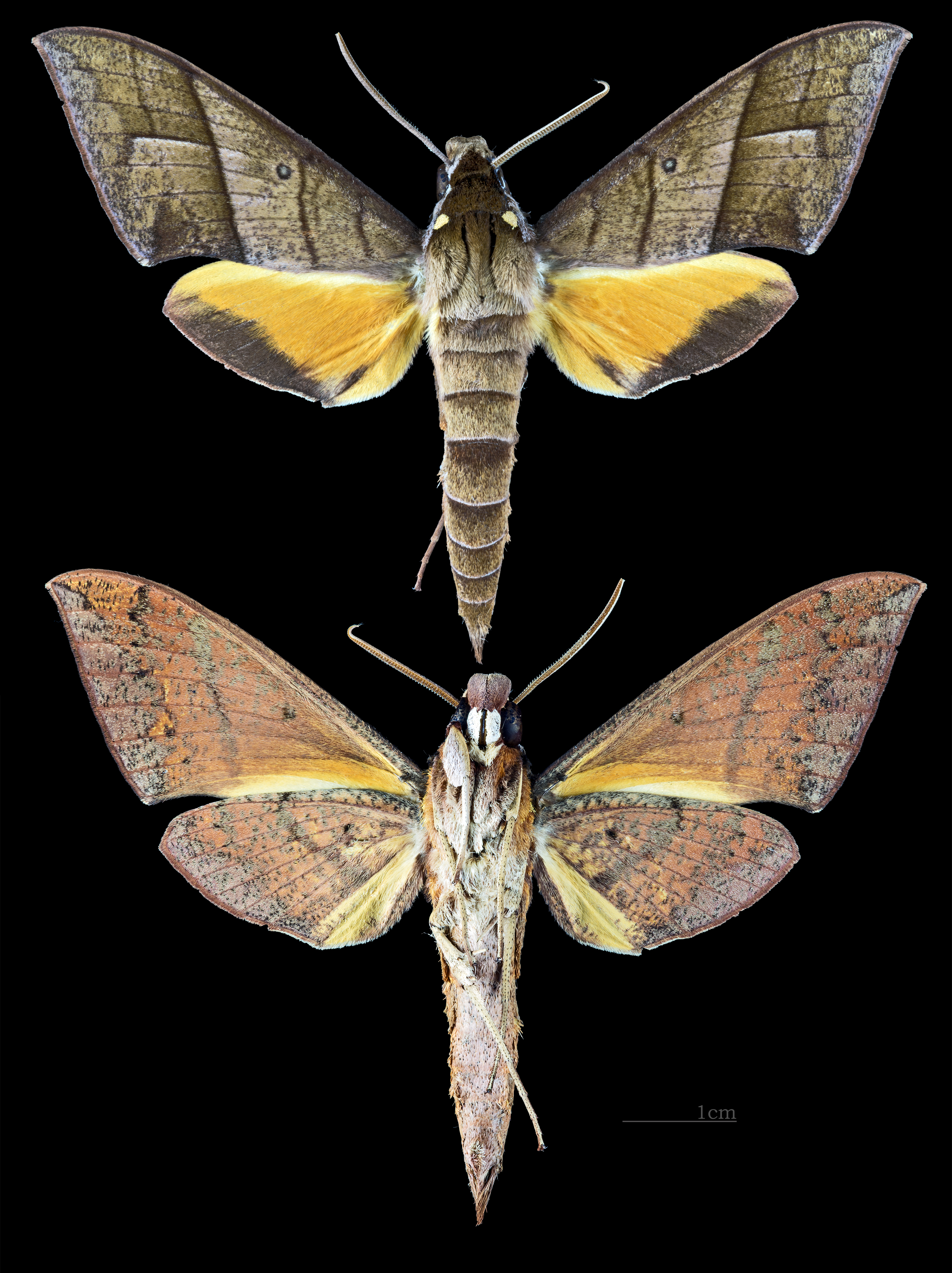
Gnathothlibus heliodes
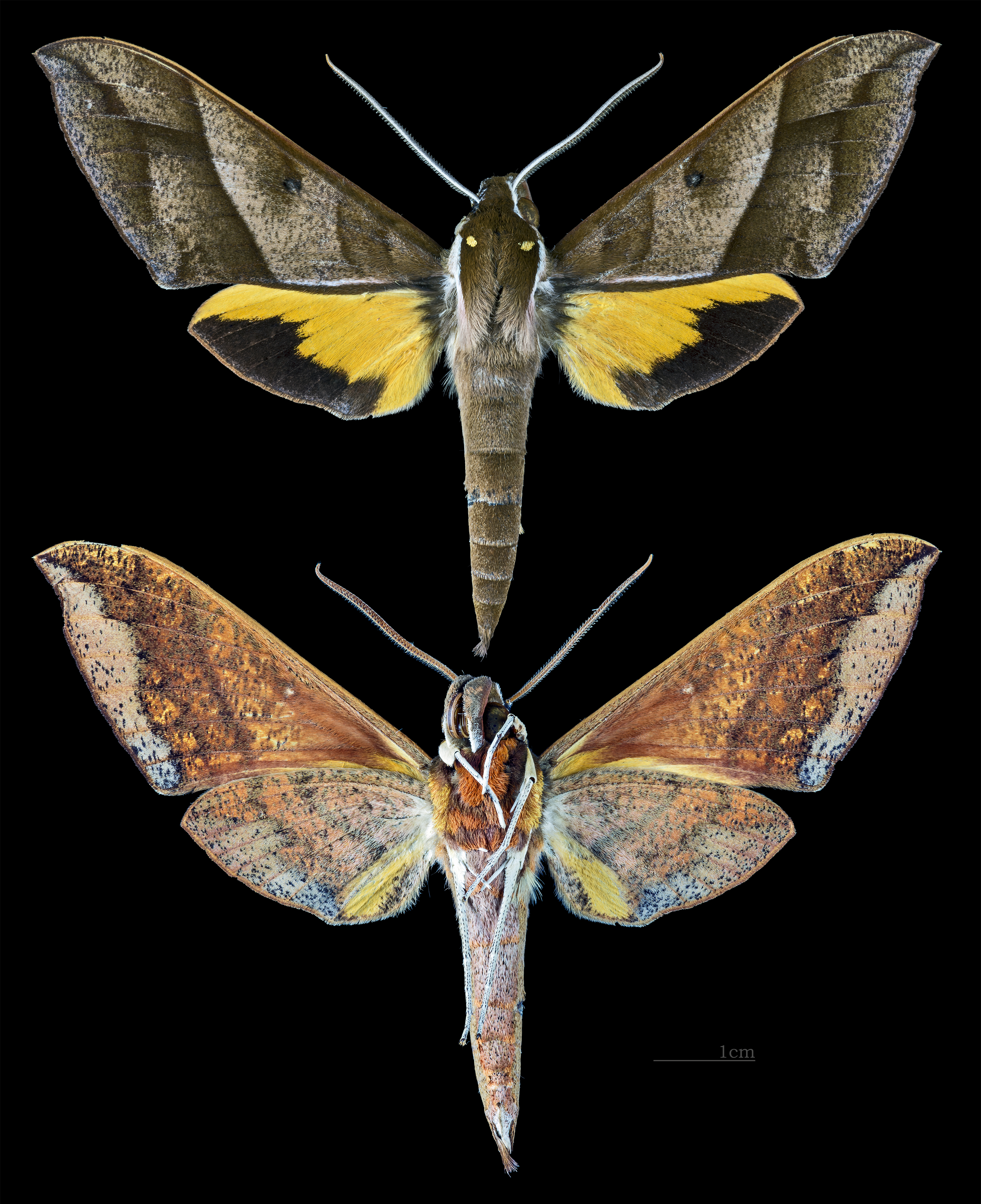
Gnathothlibus meeki